# Roser silvestre
El roser silvestre, roser bord, gavarrera, gavarra entre d'altres noms (Rosa canina), és una mata de la família de les rosàcies. La distribució és bàsicament europea, ja que es troba en tot el continent excepte a Islàndia. També es localitza a l'Àsia occidental i en el nord-oest d'Àfrica. Pel que fa al Principat, està distribuït arreu.

## Etimologia
El nom d'aquesta planta, Rosa canina, prové de la semblança entre els seus agullons i els ullals dels gossos. El fruit, anomenat cinorròdon, és etimològicament una transcripció d'una paraula composta d'origen grec (kion + rhodon), que significa 'roser caní'. Popularment, era coneguda amb aquest nom perquè sembla que s'utilitzava per a guarir la ràbia. El fruit té diferents noms, com gavarró, gavarrot, (d)espullabelitres, tapacul, gratacul, grataesquenes. El nom "gratacul", al·ludeix a la coïssor que aquests pèls provoquen quan es mengen sense separar-los de l'agradosa polpa o bé quan resten, per burla o per oblit, entre la pell i la roba.

## Ecologia
Aquesta planta creix en àrees amb clima temperat com la terra baixa i zones poc muntanyoses. Es presenten en boscos, senders, a les vores de camins i a les ribes d'alguns rius. Floreix al maig, però al juny encara es pot veure la planta amb flors. Els fruits maduren a finals d'estiu i durant la tardor.

## Descripció

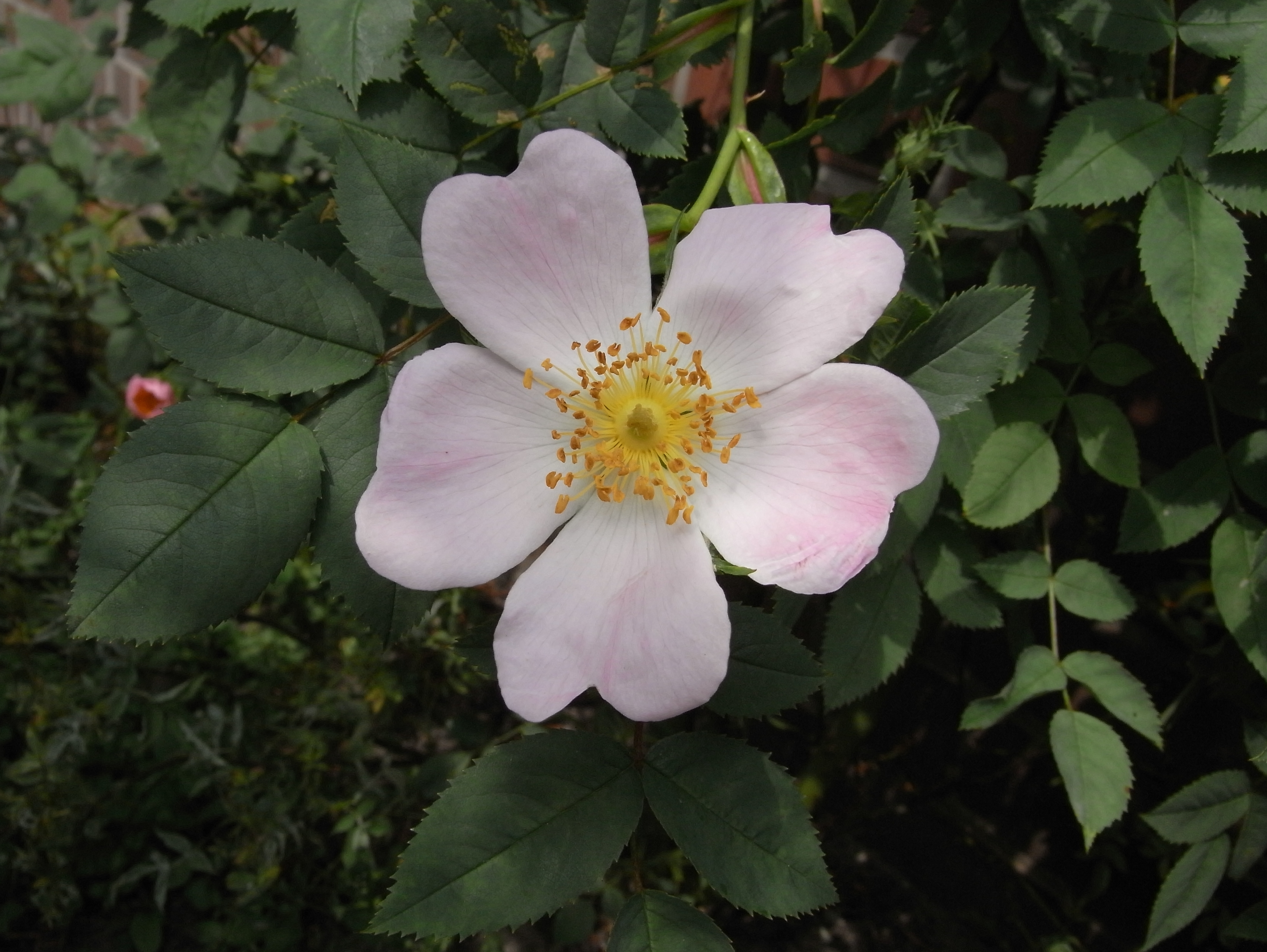
Detall de la flor

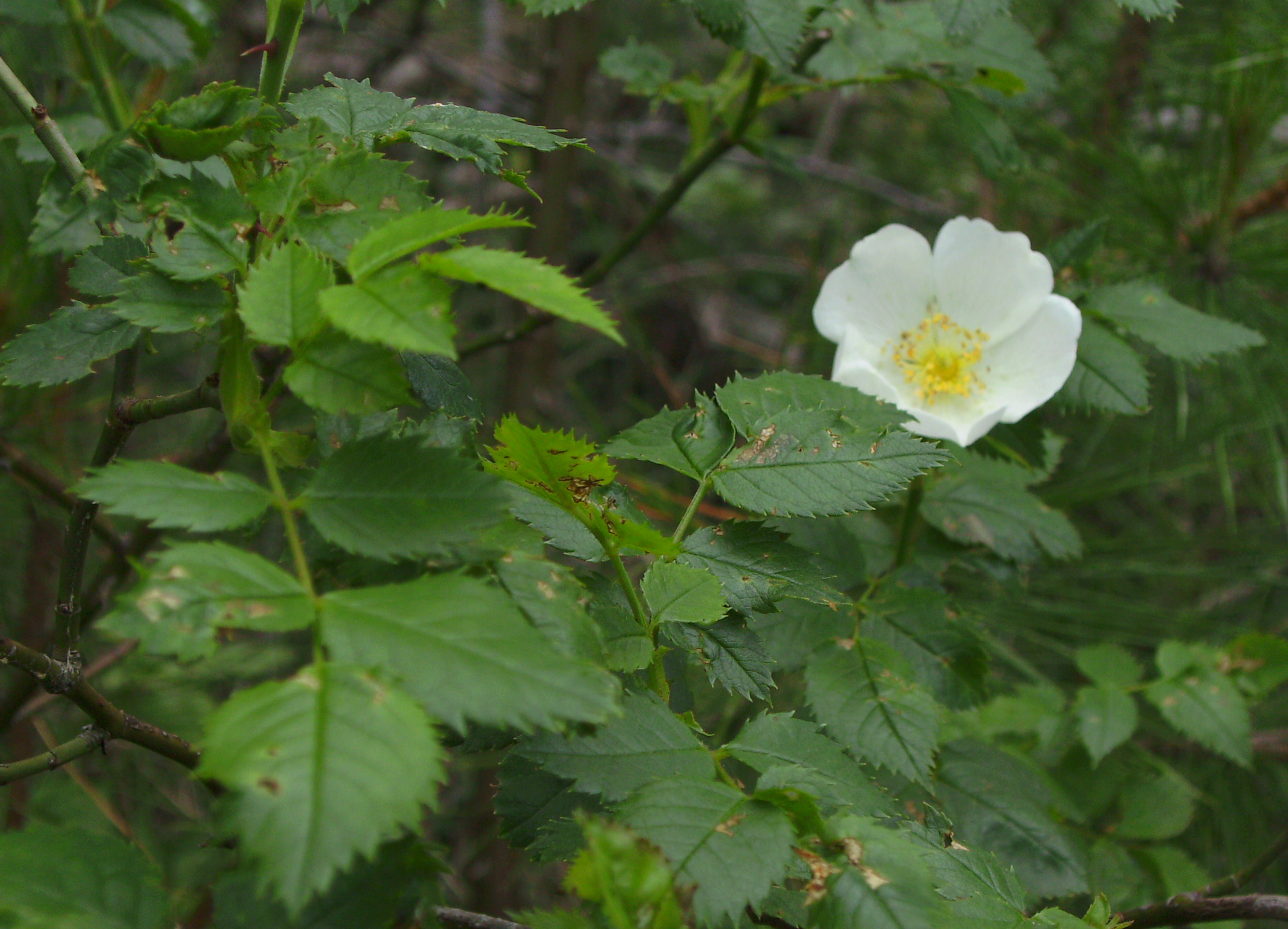
Fulles i una flor a Castelltallat

Arbust caducifoli d'1 a 4 metres d'alçada amb una tija llenyosa i un color que oscil·la entre el verd i el marró. La seva rel és axonomorfa, ja que en té una de principal i la resta són secundàries, ramificades a prop de la superfície. La rosa silvestre és llarga, prima, flexible i està recoberta per uns agullons molt durs. Les seves branques són ramificades i erectes. Les fulles són compostes, alternes, concretament pinnaticompostes (imparipinnada), peciolades i poden tenir de 5 a 7 folíols. Individualment, cada folíol és ovat, té la base atenuada, és glabre, coriaci i verd fosc. El seu marge és sencer i serrat. La seva nervadura és pennada i la disposició de les fulles en la tija és esparsa. Les inflorescències són flors solitàries i terminals, encara que a vegades es troben agrupades en raïm de 2 o 3 flors. Són flors hermafrodites, actinomorfes, amb un calze format per 5 sèpals verds, gamosèpales i de 10 a 22 mm de longitud. Té bràctees ovals de 10-50 x 3-15 mm, amb un marge amb petites dents i glàndules. La corol·la també està formada per 5 pètals amples i escotats al final, són dialipètals. Són de color blanc o rosa i mesuren 15–23 × 16–20 mm. L'androceu, és a dir, l'aparell sexual masculí de la flor, està format per estams infinits i inclusos de diferent longitud i cauen just abans del fruit. El gineceu n'és pluricarpel·lar, té l'ovari súper i presenta una gran quantitat de pèls blancs i sedosos. L'estil és glabre i l'estigma cònic. Els fruits són cinorròdons ovoides, de color vermell intens, constituïts pel receptacle de la flor carnós. Estan coronats per restes de calze i a l'interior apareixen de 10 a 20 aquenis durs (fruits simples indehiscents secs) rodejats de polpa. La part utilitzada són els fruits (cinorròdon), els pètals i les llavors. A vegades, s'utilitzen les fulles i les flors.

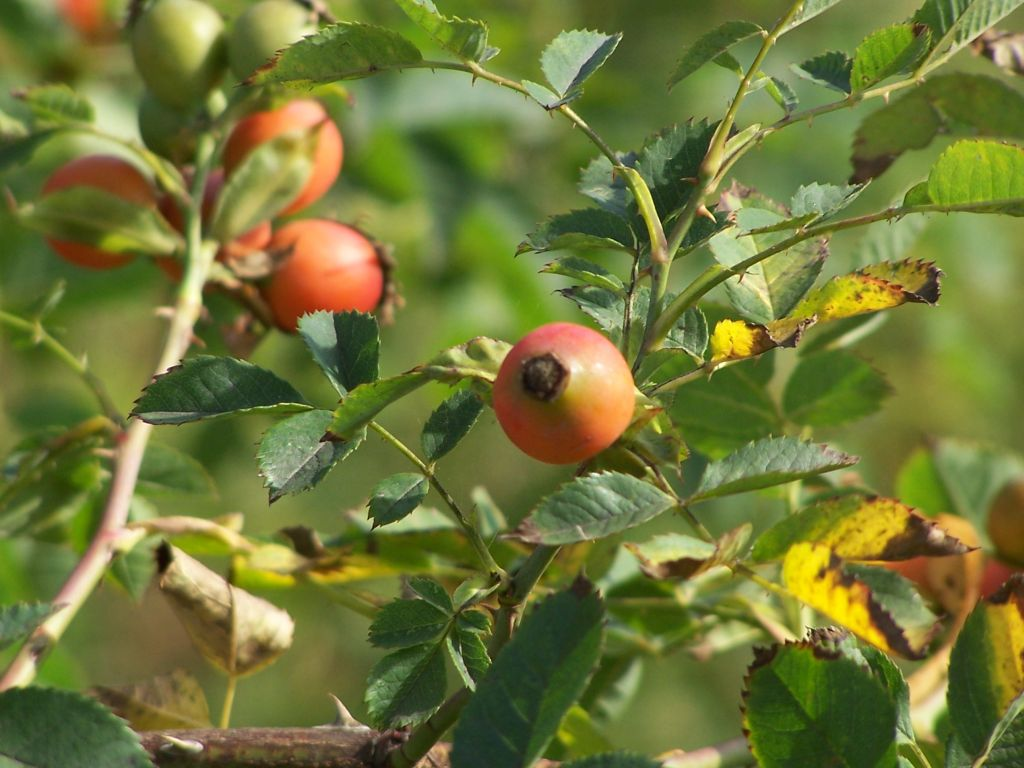
Fruit del roser silvestre

## Composició química
La composició química dels pètals és: olis (8-10 %), olis essencials (0,3 %), proteïnes, polisacàrids heterogenis / pectines, vitamines / vitamina E, àcids orgànics / Àcids màlic i cítric.

## Usos medicinals
La Comissió E del Ministeri de Sanitat alemany no ha aprovat cap indicació per al roser silvestre. Tradicionalment s'ha utilitzat per a la prevenció i la disminució de refredats comuns, grip i dèficit de vitamina C, és a dir, símptomes gripals; pe a trastorns renals com ara l'oligúria, edemes i càlculs renals o urinaris, a causa dels seus possibles efectes diürètics.
Del gra de gavarrera se'n fa una confitura que cura l'enaiguament dels infants (els gavarrons restrenyen molt i alguna virtut en deu servar aquesta preparació).

## Accions farmacològiques

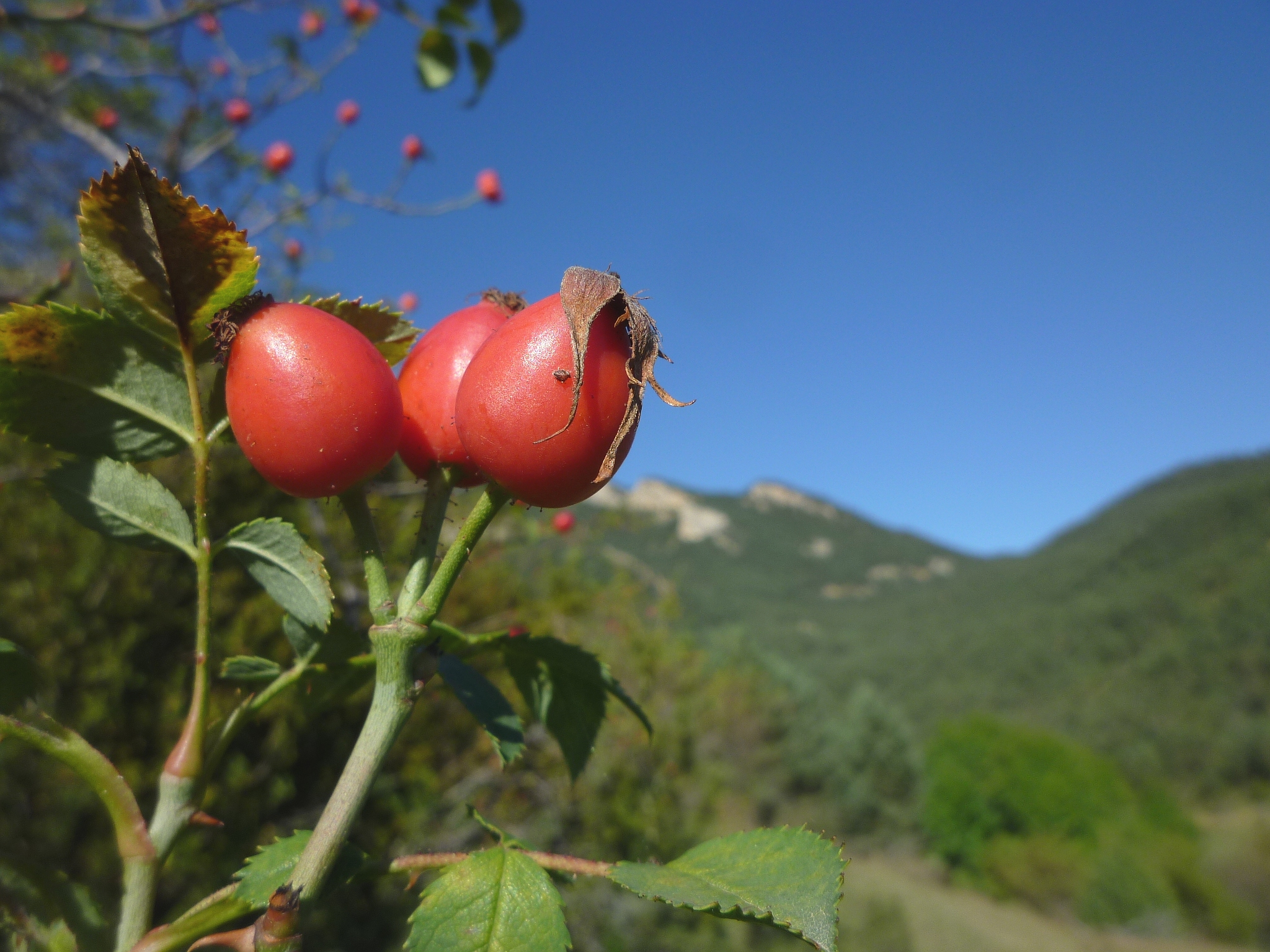
El roser silvestre o gavarrera envaeix els espais oberts i abandonats. Com aquest a Moripol (Berguedà)

El fruit del roser silvestre té un efecte astringent, antidiarreic i diürètic. És vitamínic, especialment aporta vitamina C. A més, activa la circulació sanguínia i és un bon protector capil·lar. Les flors li confereixen una acció suaument laxant i millora la tònica general. I finalment, les fulles, actuen com a bons cicatritzants en ús extern.

## Toxicitat
Cal tenir la precaució de treure'n les llavors i els pèls, que irriten la boca.

## Observacions
La Rosa canina és molt polimòrfica; per tant, no resulta molt clara la identificació de diferents varietats. A més, és tradicional l'ús d'aquesta planta tant per a la preparació de confitures i vins, com per a perfumeria.